# Valdescapa de Cea
Valdescapa de Cea es una localidad española perteneciente al municipio de Villazanzo de Valderaduey, en la provincia de León, comunidad autónoma de Castilla y León.

## Geografía

### Ubicación
| Noroeste: Santa María del Río | Norte: Mozos de Cea   | Noreste: Carbajal de Valderaduey     |
| Oeste: Villacerán             |                       | Este: Villazanzo de Valderaduey      |
| Suroeste Saelices del Río     | Sur: Saelices del Río | Sureste: Villavelasco de Valderaduey |

## Demografía
Evolución de la población
| Gráfica de evolución demográfica de Valdescapa de Cea entre 2000 y 2014 |
|                                                                         |
| Población de derecho (2000-2014) según el padrón municipal del INE      |